# Ctenomys peruanus
Ctenomys peruanus là một loài động vật có vú trong họ Ctenomyidae, bộ Gặm nhấm. Loài này được Sanborn & Pearson mô tả năm 1947.